# 迪石机场
迪石机场（Sân bay Rạch Ria），是越南西南部坚江省省会迪石市的一个国内机场，在市区南10公里，跑道长1500米，主要起降飞机为ATR 72、CRJ 900、福克70等支线飞机与螺旋桨飞机，專飞附近的短程航线与超短航线。
该机场建于1975年。该机场主要航线為越南国家航空公司飞往胡志明市、富国岛的航線，距离胡志明市約690公里，距离富国岛机场234公里。